# Berberis aurahuacensis
Berberis aurahuacensis är en berberisväxtart som beskrevs av Lem.. Berberis aurahuacensis ingår i släktet berberisar, och familjen berberisväxter. Inga underarter finns listade i Catalogue of Life.